# Distretto di Mokokchung
Il distretto di Mokokchung è un distretto del Nagaland, in India, di 227 230 abitanti. Il capoluogo è Mokokchung.